# 全米医学アカデミー
全米医学アカデミー（ぜんべいいがくあかでみー、National Academy of Medicine ; NAM）は、 1970年に設立された独立非営利の学術機関である。
全米科学アカデミー（National Academy of Sciences ; NAS：1863年設立）、全米技術アカデミー（National Academy of Engineering ; NAE：1964年設立）、全米研究評議会（United States National Research Council ; NRC : 1916年設立）の3組織とともに全米アカデミーズ（United States National Academies ; National Academy Complex）すなわち全米科学・工学・医学アカデミー(National Academies of Sciences, Engineering, and Medicine) を構成する。
設立当初は米国医学研究所（べいこくいがくけんきゅうじょ、Institute of Medicine ; IOM ）という名称であったが、2015年に全米医学アカデミーに名称を変更した。この名称変更に伴い、全米科学アカデミーの担当部門も、 健康・医療部門(Health and Medicine Division, HMD)となった。
研究会開催や報告書発行によって、健康や医療に関する議会や政府への助言を、政府から独立して行っている。
2000年7月15日時点で、普通会員574人、シニア会員659人、外国人会友47人、事務局職員約200人であった。